# Caurel (Marne)
Caurel ist eine französische Gemeinde mit 696 Einwohnern (Stand: 1. Januar 2022) im Département Marne in der Region Grand Est. Sie gehört zum Arrondissement Reims und ist Mitglied im Gemeindeverband Communauté urbaine du Grand Reims. Die Einwohner werden Caurellois und Caurelloises genannt.
Die Gemeinde erhielt 2023 die Auszeichnung „Zwei Blumen“, die vom Conseil national des villes et villages fleuris (CNVVF) im Rahmen des jährlichen Wettbewerbs der blumengeschmückten Städte und Dörfer verliehen wird.

## Geografie

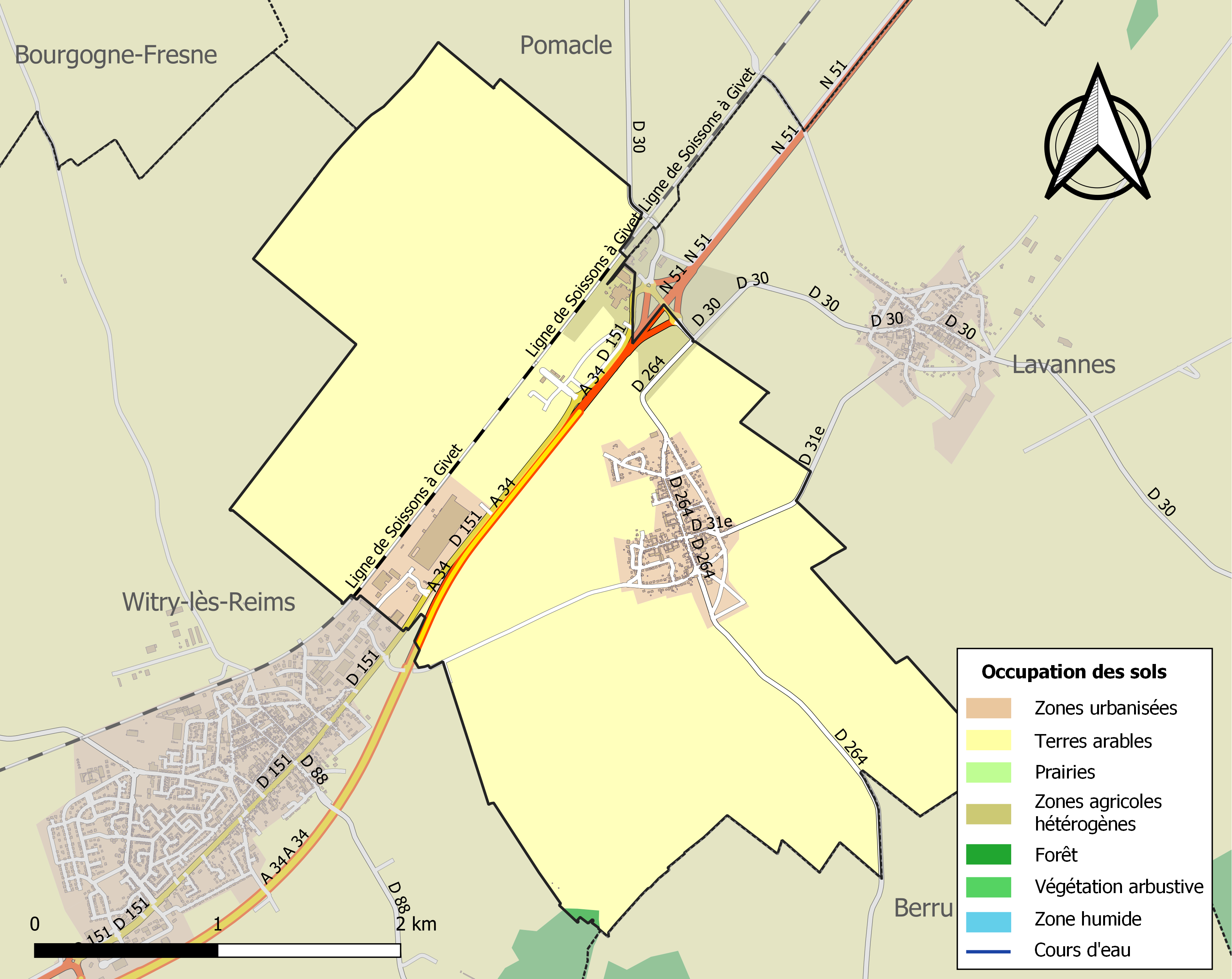
Bodennutzung und Infrastruktur der Gemeinde (2018)

Caurel liegt etwa 10 Kilometer nordöstlich von Reims im nördlichen Teil des Départements Marne. Die Gemeinde erstreckt sich im Norden der historischen Provinz Champagne. Ihre Fläche weist keine Fließgewässer auf. Das Zentrum liegt auf einer Höhe von etwa 110 m. Das Gelände bleibt nach Norden hin flach, steigt nach Süden hin bis auf über 155 m Höhe an.
Etwa 92 % der Fläche der Gemeinde werden landwirtschaftlich genutzt, der Anteil an bebautem Gelände beträgt etwa 5 %, an industriellem Gelände etwa 3 % durch den Anteil am Gewerbegebiet Parc d’activités de Witry-Caurel (Stand: 2018).
Umgeben wird Caurel von den Nachbargemeinden Pomacle im Norden, Lavannes im Osten, Berru im Süden sowie Witry-lès-Reims im Westen.

## Bevölkerungsentwicklung

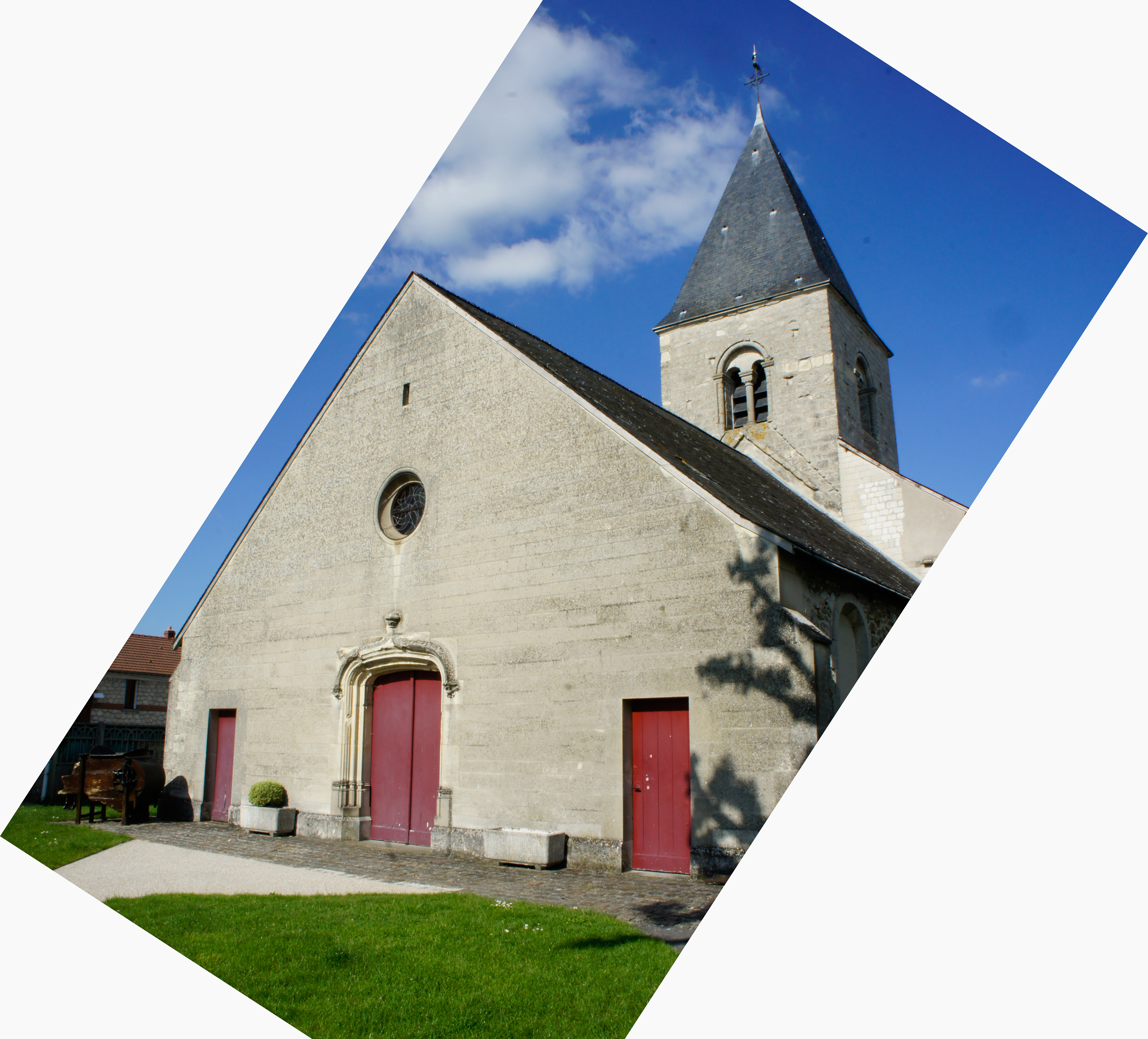
Kirche Saint-Basle

| Jahr                       | 1962 | 1968 | 1975 | 1982 | 1990 | 1999 | 2006 | 2013 | 2020 |
| Einwohner                  | 335  | 328  | 390  | 499  | 576  | 604  | 650  | 623  | 692  |
| Quellen: Cassini und INSEE |      |      |      |      |      |      |      |      |      |

## Sehenswürdigkeiten
- Kirche Saint-Basle aus dem 12., 13. und 14. Jahrhundert, seit 1921 als Monument historique klassifiziert

## Verkehr
Die Autoroute A 34 von Reims nach Sedan durchquert das Gemeindegebiet von Südwest nach Nordost mit der Anschlussstelle 24. Von hier an wird sie als autobahnähnliche Route nationale 51 weitergeführt. Die Departementsstraße D 30 führt von der Anschlussstelle nach Pomacle im Norden und nach Lavannes im Osten. Die D 151 verläuft parallel zur Autobahn südwestlich nach Witry-lès-Reims, die D 264 vom Zentrum in südlicher Richtung nach Berru.
Die Bahnstrecke Soissons–Givet durchquert Caurel von Südwest nach Nordost ohne Haltepunkt.
Eine Buslinie der Transportgesellschaft Champagne Mobilités verbindet die Gemeinde mit Pomacle und mit Reims.